# The Snow Creature
The Snow Creature è un film statunitense del 1954, diretto da W. Lee Wilder (fratello del più noto regista Billy Wilder).

## Trama
Il botanico statunitense Frank Parrish, in compagnia di un fotografo e di un congruo numero di portatori indigeni, conduce una spedizione scientifica sull’Himalaya. Al capo portatore Subra giunge la notizia che sua moglie è stata rapita da uno yeti: egli, esautorando Parrish, che ritiene quella degli yeti solo una superstiziosa leggenda, assume il comando della spedizione, rivolta ora a trovare la donna rapita. Ma una serie di indizi, compresa la morte di uno dei componenti della spedizione, rende sempre meno scettico Parrish.
Dopo qualche giorno essi si imbattono in una famiglia di yeti: la femmina ed il piccolo rimangono uccisi da una frana, mentre lo yeti maschio, solo tramortito, viene fatto prigioniero, e Parrish, che ha ripreso il controllo della spedizione, intende portarlo negli Stati Uniti perché venga studiato, impedendo agli sherpa di ucciderlo.
Atterrati a Los Angeles, mentre Parrish discute con le autorità aeroportuali se si tratti di immigrazione di un essere umano o di importazione di un altro animale, lo yeti riesce a fuggire, e manifesta da subito la sua natura violenta, aggredendo una guardia, uccidendo una donna e provocando altri incidenti. Parrish ora collabora col tenente Durban, della polizia, nel tentativo di catturarlo senza abbatterlo. Ma, quando, dopo difficili ricerche, lo rintracciano nei sotterranei della città, Durban, per salvare la vita al botanico, spara allo yeti uccidendolo.